# آوالونیانوس
آوالونیانوس (نام علمی:  Avalonianus)، یک سرده بسیار مشکوک و احتمالاً نامعتبر از شاه‌خزندگان از تریاس پسین انگلستان است. نخستین بار در سال ۱۸۹۸ توسط هری سیلی با نام آوالونیا توصیف شد، اما این نام مورد توجه قرار گرفت (والکات، ۱۸۸۹)، بنابراین اسکار کوهن آن را در سال ۱۹۶۱ تغییر نام داد، البته بدون نام (اگرچه سیلی در سال ۱۸۹۸ نام سانفوردی را اضافه کرد). تصور می‌شد که این یک خزنده‌پاریخت باشد، اما تجزیه و تحلیل بعدی نشان داد که در واقع یک کایمرا است، با دندان‌های اصلی از یک پرنده‌گردن غیردایناسوری (یا احتمالاً یک ددپای اولیه) و بقایای خزنده‌پاریخت پس از جمجمه که بعداً به آنها اشاره شد که به کاملوتیا تغییر نام دادند). تنها بقایای کافی که به آوالونیانوس نسبت داده می‌شود چندین دندان فسیلی ازدست‌رفته از کایمرا است که به شاه‌خزندگان ارجاع داده شده‌است.

دندان هولوتایپ مترادف احتمالی Picrodon